# 233 Asterope
233 Asterope este un asteroid din centura principală, descoperit pe 11 mai 1883, de Alphonse Borrelly.